# Richard Tuttle
Richard Dean Tuttle (Rahway, 12 juli 1941) is een vooraanstaande Amerikaanse postminimalistische kunstenaar die bekend staat om zijn kleine, onconventionele, intieme werken. 
Hij woont en werkt in New York, Abiquiú (New Mexico) en Mount Desert (Maine). Tuttle is getrouwd met de bekroonde dichteres Mei-mei Berssenbrugge. Hun dochter Martha Tuttle is eveneens een vooraanstaande hedendaagse kunstenares.

## Stijl
Zijn werk beslaat een breed gamma van disciplines zoals beeldhouwkunst, schilderkunst, tekenen, prentkunst, kunstboeken, textiel tot installaties en meubilair. Hij laat doelbewust de grenzen tussen schilderen, beeldhouwen en tekenen en tussen het kunstwerk en de omringende ruimte en het maken en observeren van het kunstwerk verdwijnen.
Met het gebruik van onorthodoxe materialen zoals papier, touw, stof, kabels, karton, bubbelplastiek, nagels, schuimrubber en hout, wil hij alle formele beperkingen uitsluiten. Met bijzondere aandacht voor lijn, volume, kleur, vorm en structuur experimenteert hij in een intieme kunst, die spiritualiteit en intellectuele nieuwsgierigheid oproept.
Door het schijnbaar onvoltooide karakter van zijn werken wordt zijn kunst "provisional painting"genoemd, in het Nederlands soms aangeduid als "voorlopige kunst" of "Voorlopig Voltooid".
Met zijn experimentele en bevrijdende kunst heeft hij een grote invloed gehad op latere generaties kunstenaars.

## Biografie
Tuttle werd geboren in Rahway (New Jersey) en groeide op in het nabijgelegen Roselle. Hij studeerde van 1959 tot 1963 kunst, filosofie en literatuur aan het Trinity College in Hartford, Connecticut. Nadat hij in 1963 zijn Bachelor of Arts had behaald, verhuisde hij naar New York, waar hij een semester les volgde aan het Cooper Union of Art and Architecture en gedurende een korte periode bij de Amerikaanse luchtmacht in dienst was. Daarna begon hij te werken in de Betty Parsons Gallery als assistent van Betty Parsons. In 1965 kreeg hij zijn eerste solotentoonstelling in haar galerie. 
Zijn eerste baanbrekende kleine monochrome reliëfs in papier,  werden gevolgd door papieren kubussen ter grootte van een handpalm met uitsnijdingen en houten reliëfs die een draaiende geometrische abstractie suggereerden. Hij maakte als ondergrond gebruik van bladen uit een notaboek.
Vanaf het midden van de jaren zestig begon hij excentrisch gevormde en geschilderde houten reliëfs te maken, daarna ideogrammen van gegalvaniseerd tin en niet-opgerekte doeken in ongebruikelijke kleuren.
In Europa werd de reputatie van Tuttle als minimalistische kunstenaar snel erkend. Reeds in de jaren '60 kreeg hij er reeds zijn eerste tentoonstellingen. Harald Szeeman nam het werk van Tuttle in 1969 op in de tentoonstelling"When Attitudes Become Form" in Bern.
In 1971 en 1972 maakte Tuttle verschillende series "Wire Pieces". Deze "wire pieces" of draadstukjes waren extreem minimalistische werkjes, hoofdzakelijk gemaakt met een nagel, wat draad en kleine potloodstreepjes. De eerste Wire Pieces werden in 1972 getoond op Documenta in Kassel en behoren tot zijn belangrijkste werk. De kunstcriticus Christopher Knight van de Los Angeles Times zou later stellen dat deze Wire pieces "gezamenlijk beschouwd zijn belangrijkste bijdrage aan de kunstgeschiedenis is".
In de Verenigde Staten verliep dit proces echter trager. Tuttle kreeg in 1975 een overzichtstentoonstelling in het Whitney Museum of American Art. De tentoonstelling was controversieel en de museumdirecteur, Maria Tucker, verloor haar baan na een vernietigende recensie van de kunstcriticus Hilton Kramer.   Kramer verwees in  The New York Times naar de uitspraak van Ludwig Mies van der Rohe " less is more" en schreef over Tuttle: "minder is nog nooit zo minder geweest dan dit".
Tijdens een verblijf in The Fabric Workshop and Museum in 1978 kreeg Tuttle belangstelling voor zeefdruk. Hij nam het initiatief om enkele series van kledingstukken te produceren: "shirts" in 1978 en "pants" in 1979. Deze textielkunst zou in 1998 een gevolg krijgen met  "Thinking Cap", een hoofddeksel op een minimalistisch tafeltje, en in 2015 met “Extraordinary", een serie kimono's.

In 1983 maakte Tuttle "Monkey's Recovery for a Darkened Room (Bluebird"), een muurreliëf van takken, draad, stof, touw en houtresten, dat verwees naar het tweeluik "Kruisiging en Laatste Oordeel" van Jan van Eyck.

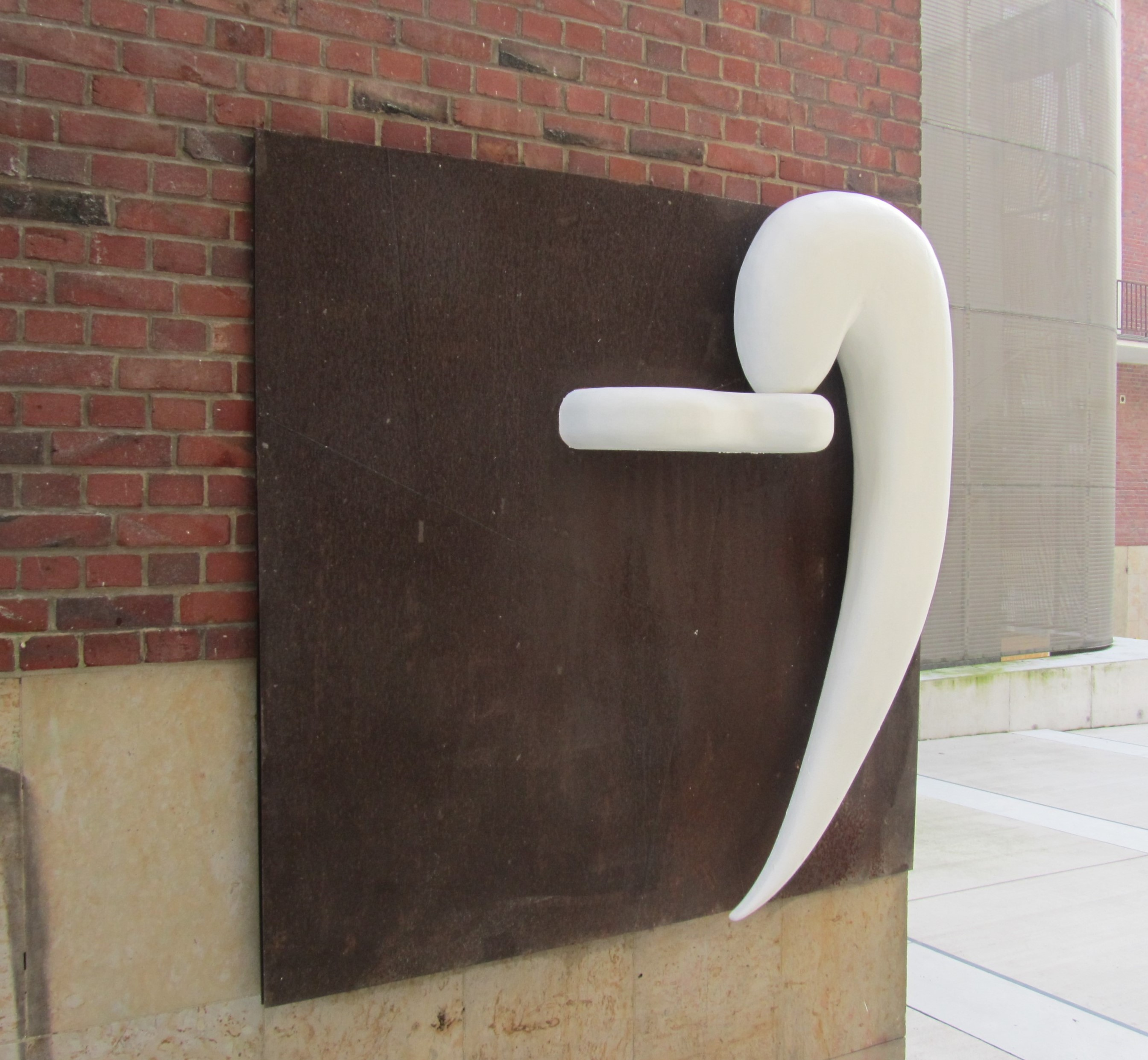
Kunst en muziek I, 1987, Münster (Duitsland), Domplatz /Fürstenberghaus

Begin jaren tachtig begon Tuttle aan een uitgebreide serie aquarellen, "The Loose Leaf Notebook Drawings", bestaande uit enkele verfstreken op gekreukelde blaadjes papier.  De verf liep uiteen en kwam in plasjes samen waardoor het papier kromp en de werken driedimensionaal werden. Met deze werken wilde hij aantonen hoe kunst een onverwacht en niet uit te leggen gevoel van vrijheid kon geven.

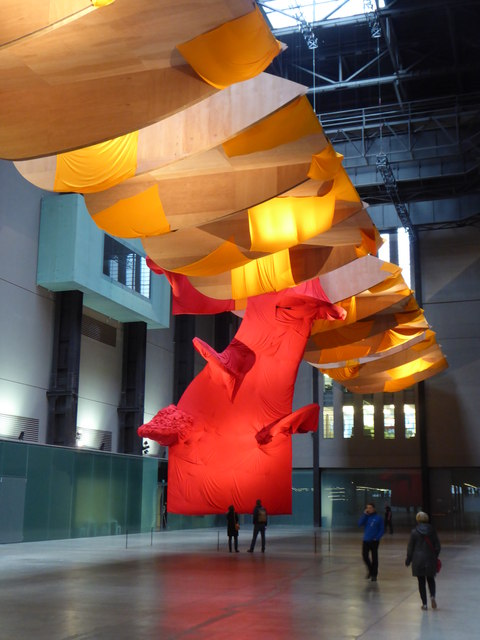
'I Don't Know' van Richard Tuttle (Tate Modern 2014)

Zijn werken in de jaren negentig bestonden vooral uit kleinere werken en wandreliëfs waarin schilderkunst, beeldhouwkunst en tekening geïntegreerd werden.
In 2004 maakte Tuttle "Splash" een muurschildering van 30 bij 50 meter met ongeveer 140.000 stukjes gekleurd glas en witte keramische tegels. Het was zijn eerste kunstwerk bestemd voor de publieke ruimte en bevond zich op  de zijkant van een luxueuze building ontworpen door Walter Chatham in Miami Beach. Tuttle was altijd op zoek naar vernieuwing, los van continuïteit of verwijzing naar zijn vroegere werken. Het  opvallende verschil in volume relativeerde hij met: "Invisible small or invisible large doesn't make much difference."
Later ging hij werken met multiplex platen, waarin driedimensionale  elementen werden verwerkt. Deze constructies waren soms geverfd met spuitbussen, met gradatie van heldere naar donkere kleuren.
Zijn textielcreatie "I Don't Know, Or The Weave of Textile Language" was in 2014 te bewonderen aan het plafond van de turbinehal van het Tate Modern. Met een lengte van bijna 12 meter is dit het grootste werk van Tuttle.
Na een bezoek in Oostende op het eind van van 2015 werd hij geïnspireerd door het kleurengebruik van James Ensor. Hij maakte een reeks kleine minimalistische werken, waarin ook de composities en het lijnenspel van Ensor verwerkt waren. Ze werden in 2017 tentoongesteld in MuZee naast de werken van Ensor. Deze serie kreeg de naam "Light en Color" en werd ook in "De Hallen" in Haarlem getoond.
In de jaren 2020 ging hij experimenteren met een nieuw materiaal, beschilderde stukjes piepschuim. Zij werden in 2023 tentoongesteld in de Galerie Greta Meert in Brussel.
Het werk van Tuttle is buitengewoon invloedrijk geweest op een jongere generatie die het onconventionele waarmee hij pionierde heeft overgenomen.

## Tentoonstellingen[16]
Solotentoonstellingen: https://www.pacegallery.com/artists/richard-tuttle/
Groepstentoonstellingen: https://www.pacegallery.com/artists/richard-tuttle/

## Musea[16]
https://www.pacegallery.com/artists/richard-tuttle/
- Auckland Art Gallery Toi o Tāmaki: 8222
- Bibsys: 14008891
- Biblioteca Nacional de España: XX1602515
- Bibliothèque nationale de France: cb11936877q (data)
- Catàleg d'autoritats de noms i títols de Catalunya: 981058524957906706
- Gemeinsame Normdatei: 119097516
- International Standard Name Identifier: 0000 0001 2131 316X
- Library of Congress Control Number: n80037972
- Nationale bibliotheek van Australië: 35659791
- Nationale Bibliotheek van Israël: 987007507968905171
- Réseau des bibliothèques de Suisse occidentale: 02-A003916068
- RKD-Nederlands Instituut voor Kunstgeschiedenis: 78566
- LIBRIS: 339933
- SNAC: w6s62xrt
- Système universitaire de documentation: 027295788
- Museum of New Zealand Te Papa Tongarewa: 2287
- Trove: 1030686
- Union List of Artist Names: 500116277
- Virtual International Authority File: 46985056
- WorldCat: E39PBJv4jKcgbpJkvvR9vKhCQq